# Analog Computing
Analog Computing (stylisé ANALOG Computing) est un magazine d'informatique consacré aux ordinateurs Atari en 8-bit. Il est publié de 1981 à 1989.

## Contenu
Le nom ANALOG Computing est un acronyme en anglais pour Atari Newsletter And Lots Of Games (Newsletter d'Atari et plein de jeux). 
ANALOG contient des critiques de jeux, des tutoriels, ainsi que plusieurs programmes en format texte que les lecteurs peuvent recopier dans leur ordinateur. Le magazine est connu pour lister des jeux en langage de programmation plus simples que les jeux classiques en BASIC.  

## Historique
ANALOG est co-fondé par Lee Pappas et Michael DesChesnes, qui se rencontrent à une convention Star Trek en 1978. Le premier numéro du magazine est lancé en janvier/février 1981. Il est publié tous les deux mois jusqu'à fin 1983, puis chaque mois.
Le titre original de la publication est A.N.A.L.O.G. 400/800 Magazine, et elle est renommée A.N.A.L.O.G. Computing dans le huitième numéro. Les points restent dans le logo mais non dans la dénomination du magazine, généralement appelé ANALOG ou ANALOG Computing.
Quand l'Atari ST est annoncée en 1985, le magazine commence par couvrir le sujet, puis lance un autre magazine qui lui est consacré : ST-Log.
En 1988, Pappas annonce que ST-Log et ANALOG Computing ont été rachetés et que les bureaux déménagent de Worcester à North Hollywood.
En 1989, LFP Inc. annonce que les deux magazines seront fusionnés dans un seul magazine consacré à la marque Atari. Moins d'un mois plus tard, les deux magazines arrêtent leur publication et leur personnel rejoint la rédaction d'un autre magazine de Pappas, Video Games & Computer Entertainment.
Le dernier numéro de ANALOG Computing sort en décembre 1989 avec 79 numéros.